# Chrysochlorinae
Chrysochlorinae is een onderfamilie van de goudmollen (Chrysochloridae). De onderfamilie werd voor het eerst beschreven door John Edward Gray in 1825.

## Taxonomie
De onderfamilie telt elf soorten binnen zes geslachten:
- Geslacht Carpitalpa
  - Carpitalpa arendsi (Lundholm, 1955)
- Geslacht Chlorotalpa
  - Chlorotalpa duthieae (Broom, 1907)
  - Chlorotalpa sclateri (Broom, 1907)
- Geslacht Chrysochloris
  - Chrysochloris asiatica (Linnaeus, 1758) (Kaapse goudmol)
  - Chrysochloris stuhlmanni Matschie, 1894
  - Chrysochloris visagiei Broom, 1950 (Visagies goudmol)
- Geslacht Chrysospalax
  - Chrysospalax trevelyani (Günther, 1875) (Reuzengoudmol)
  - Chrysospalax villosus (A. Smith, 1833)
- Geslacht Cryptochloris
  - Cryptochloris wintoni (Broom, 1907) (Wintongoudmol)
  - Cryptochloris zyli Shortridge and Carter, 1938 (Van Zijls goudmol)
- Geslacht Eremitalpa
  - Eremitalpa granti (Broom, 1907) (Woestijngoudmol)